# Vincenzo Grimani
Vincenzo Grimani (Mântua, 26 de maio de 1653 - Nápoles, 26 de setembro de 1710) foi um cardeal do século XVII

## Biografia
Nasceu em Mântua em 26 de maio de 1653. Filho de Antonio Grimani e Helena Gonzaga, da família dos duques de Mântua. sobrinho-neto-bisneto do cardeal Domenico Grimani (1493); e sobrinho-bisneto do cardeal Marino Grimani (1527).
Abade de S. Maria di Lucedo, diocese de Vercelli, Piemonte. Como agente diplomático imperial, negociou com sucesso a paz entre o imperador Leopoldo da Áustria e o duque de Sabóia em 1690. Foi promovido a cardinalato a pedido do imperador Leopoldo VI da Áustria.
Criado cardeal diácono no consistório de 22 de julho de 1697; com um breve apostólico de 26 de julho de 1697, o papa lhe enviou o barrete vermelho; recebeu o chapéu vermelho em 7 de abril de 1698; e a diaconia de S. Eustachio, 16 de maio de 1698. Concedeu dispensa para ser promovido ao cardinalato sem ainda ter recebido as ordens sagradas, 22 de julho de 1697. Em 19 de abril de 1698, ele recebeu permissão para receber as ordens sagradas fora de dias de têmpora e sem intervalos de tempo entre eles. Participou do conclave de 1700, que elegeu o Papa Clemente XI. Embaixador austríaco perante a Santa Sé, 1706-1708. Concede licença para ser vice-rei e capitão-geral do reino de Nápoles, em 5 de maio de 1708; ele foi vice-rei até sua morte. Por tentar expandir os direitos imperiais em detrimento dos da Igreja, desagradou fortemente o Papa Clemente XI, que o ameaçou com a pena de excomunhão. Ele desistiu e abandonou seus desígnios. Acredita-se que ele tenha escrito o libreto da ópera "Agrippina", de George Frideric Händel, 1709.
Morreu em Nápoles em 26 de setembro de 1710, às 7 horas da manhã, de retenção urinária, onde havia participado da festa de S. Gennaro. Enterrado temporariamente na igreja de Carmine, Nápoles, até que seus restos mortais foram transferidos para Veneza e enterrados na igreja de S. Francesco della Vegna, conforme seu testamento.